# Acadia nationalpark

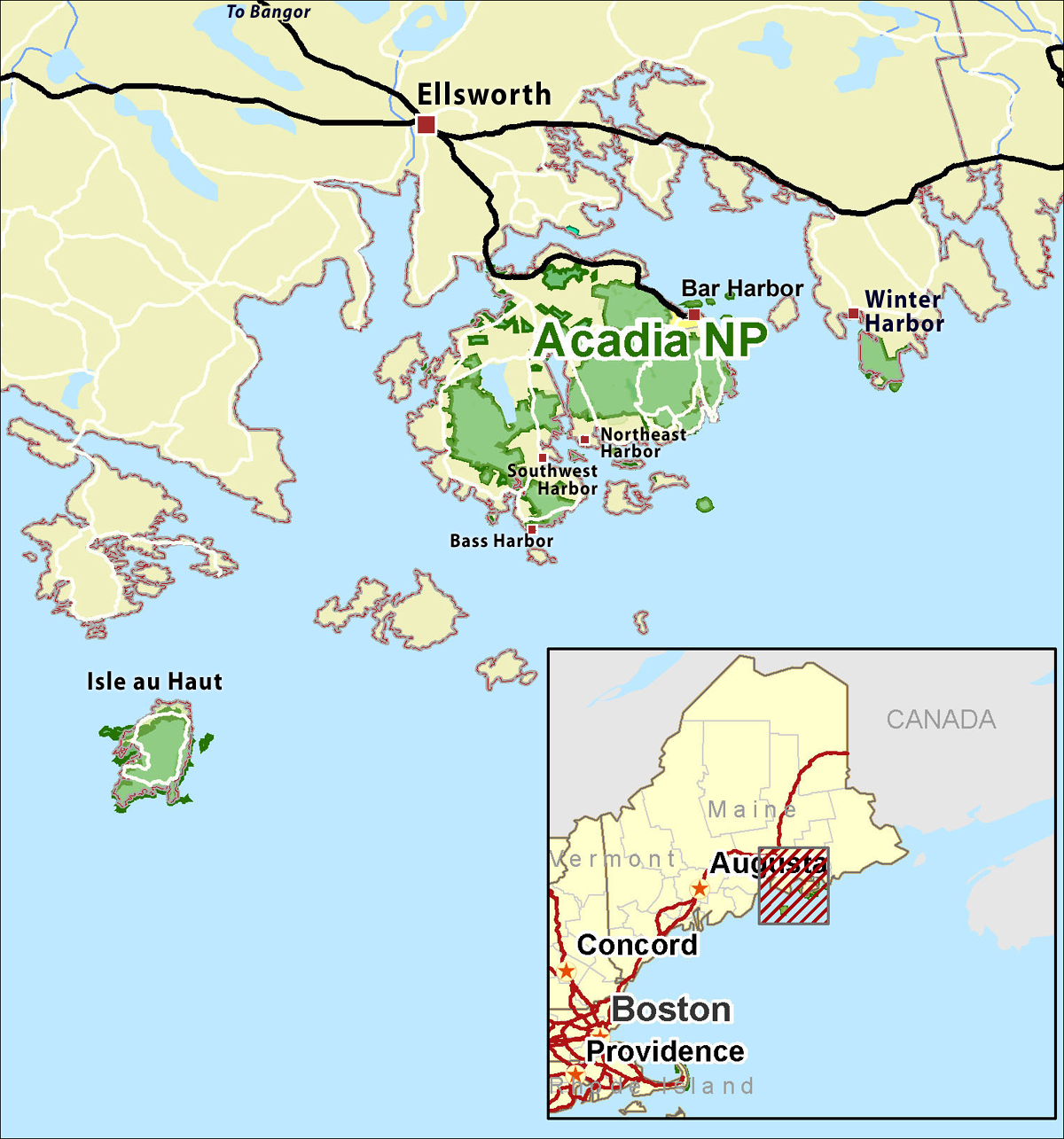
Karta över Acadia nationalpark.

Acadia nationalpark ligger i delstaten Maine i nordöstra USA. Den inkluderar två öar och en udde längs kusten, som tre separata områden. Huvuddelen av nationalparken ligger på ön Mount Desert Island. Ungefär hälften av Mount Desert Islands yta är nationalpark.